# ZAGI A-6
ZAGI A-6 (russisch ЦАГИ А-6) war ein sowjetischer Tragschrauber. Er entstand in der ersten Hälfte der 1930er-Jahre in der Entwicklungsabteilung für Sonderkonstruktionen des ZAGI.

## Geschichte
1931 wurde von A. M. Tscherjomuchin, W. A. Kusnezow und I. P. Bratuchin der erste Tragschrauber des ZAGI, der 2-EA, konstruiert. Bratuchin wandte sich anschließend dem Bau von Hubschraubern zu. Tscherjomuchin entwickelte aus dem 2-EA den ZAGI A-4. Ungefähr zeitgleich machte sich Kusnezow ebenfalls an die Projektierung eines Tragschraubers. Im Gegensatz zu Tscherjomuchin konstruierte er seinen Tragschrauber jedoch moderner. So übernahm er nicht den mit Seilzügen verspannten Vierblatt-Rotor des 2-EA, der zu Schwingungen neigte, sondern ersetzte ihn durch einen freitragenden Dreiblattrotor, der über eine mit dem Motor Schwezow M-11 verbundene Welle angetrieben wurde. Als Besonderheit zur platzsparenden Unterbringung konnten sowohl die Rotorblätter nach hinten als auch die mit nach oben abgeknickten Enden versehenen Stummelflügel nach oben geklappt werden. Die Räder des Hauptfahrwerkes waren starr und mit großen Ballonreifen versehen, um die fehlende Fahrwerksfederung auszugleichen.
Die Erprobung des als A-6 (A für Awtoschir, deutsch Autogiro) bezeichneten Tragschraubers begann Anfang 1933 und verlief recht erfolgreich, da der A-4 aber schon in Serie gebaut wurde, beließ man es bei einer umfangreichen Erprobung. Am 18. August wurde er zusammen mit einem A-4 am „Tag der Luftflotte“ der Öffentlichkeit im Flug vorgeführt. Schließlich wurde der A-6 im Dezember 1933 dem Wissenschaftlichen Forschungsinstitut der Luftstreitkräfte (NII WWS) übereignet, wo er bei Tests im Januar 1934 zerstört wurde. Kusnezow entwickelte als direkten Nachfolger den A-8.

## Technische Daten
| ZAGI A-6               | ЦАГИ А-6                          |
| ---------------------- | --------------------------------- |
| Hersteller             | ZAGI                              |
| Konstrukteur(e)        | W. A. Kusnezow                    |
| Besatzung              | 2                                 |
| Rotorkreisdurchmesser  | 11 m                              |
| Spannweite             | 6,6 m ohne Rotor                  |
| Länge                  | 6,17 m ohne Rotor                 |
| Höhe                   | 3,0 m                             |
| Flügelfläche           | 5,9 m²                            |
| Leermasse              | 562 kg                            |
| Startmasse             | 815 kg                            |
| Antrieb                | ein luftgekühlter Sternmotor M-11 |
| Startleistung          | 70 kW (95 PS)                     |
| Höchstgeschwindigkeit  | 142 km/h                          |
| Mindestgeschwindigkeit | 53 km/h                           |
| Gipfelhöhe             | 2000 m                            |
| Flugdauer              | 2,5 h                             |
| Startstrecke           | 40–50 m                           |